# Birkfeld
Birkfeld ist eine Marktgemeinde mit 4975 Einwohnern (Stand 1. Jänner 2024) in der Steiermark. Im Rahmen der steiermärkischen Gemeindestrukturreform
ist sie seit 2015 mit den Nachbargemeinden Gschaid bei Birkfeld, Haslau bei Birkfeld, Koglhof und Waisenegg zusammengeschlossen.
Die neue Marktgemeinde führt den Namen „Birkfeld“ weiter.

## Geografie
Birkfeld liegt im Zentrum des Oberen Feistritztales im Bezirk Weiz im österreichischen Bundesland Steiermark. Seit der steiermärkischen Gemeindestrukturreform ist sie die flächenmäßig größte Gemeinde im Bezirk Weiz.

### Gemeindegliederung
Das Gemeindegebiet umfasst folgende neun Ortschaften (in Klammer Einwohner Stand 1. Jänner 2024):
- Aschau (380) samt Koglgraben, Koglhof, Lechen und Sankt Georgen
- Birkfeld (1736) samt Edelsee und Neudörfl
- Gschaid bei Birkfeld (822) samt Am Riegl, Auf der Wiesen, Buckenberg, Glaser, Gremschlag, Hinterleiten, Oed, Rabenwald und Sonnleiten
- Haslau bei Birkfeld (395) samt Hirschberg, Obere Haslau, Schoberkogl, Untere Haslau, Weizerberg, und Zepfendorf
- Piregg (276) samt Autersberg, Gasengraben und Jägerleiten
- Rabendorf (273) samt Grubdörfl, Holzhöf, Krichleiten und Reith
- Rossegg (270) samt Birnhof, Grub, Hohlenstein, Koglgraben, Naintschgraben und Wieden
- Sallegg (97) samt Kalch, Königskogl, Schustergraben und Wolfersberg
- Waisenegg (726) samt Bärenhof, Gallbrunn, Haidendörfl, Hofbauer-Wasserbauer-Siedlung, Steinbrennersiedlung, Waxhofsiedlung und Weberkogel

Birkfeld besteht aus neun Katastralgemeinden (Fläche Stand 31. Dezember 2023):
- Aschau (478,57 ha)
- Birkfeld (425,26 ha)
- Gschaid bei Birkfeld (1.505,88 ha)
- Haslau (1.404,22 ha)
- Piregg (1.174,12 ha)
- Rabendorf (1.023,76 ha)
- Rossegg (889,13 ha)
- Sallegg (637,53 ha)
- Waisenegg (1.429,88 ha)

### Nachbargemeinden
Eine der sieben Nachbargemeinden liegt im Bezirk Hartberg-Fürstenfeld (HF).
| Gasen                      | Fischbach                                   | Strallegg               |
| Sankt Kathrein am Offenegg | Kompassrose, die auf Nachbargemeinden zeigt | Miesenbach bei Birkfeld |
|                            | Anger                                       | Pöllau (HF)             |

## Geschichte
Der Ort wurde im landesfürstlichen Urbarium aus dem Jahre 1265 erstmals erwähnt und erhielt sein erstes Marktprivileg 1330. Die Marktgemeinde als autonome Körperschaft entstand 1850. Im selben Jahr erfolgte die Einrichtung eines Bezirksgerichtes. Nach der Annexion Österreichs 1938 kam die Gemeinde zum Reichsgau Steiermark, 1945 bis 1955 war sie Teil der britischen Besatzungszone in Österreich.

### Bevölkerungsentwicklung
| Birkfeld: Einwohnerzahlen von 1869 bis 2024         | Birkfeld: Einwohnerzahlen von 1869 bis 2024 | Birkfeld: Einwohnerzahlen von 1869 bis 2024 | Birkfeld: Einwohnerzahlen von 1869 bis 2024 | Birkfeld: Einwohnerzahlen von 1869 bis 2024 |
| --------------------------------------------------- | ------------------------------------------- | ------------------------------------------- | ------------------------------------------- | ------------------------------------------- |
| Jahr                                                |                                             |                                             |                                             | Einwohner                                   |
| 1869                                                | 1869                                        |                                             | 3.417                                       | 3.417                                       |
| 1880                                                | 1880                                        |                                             | 3.689                                       | 3.689                                       |
| 1890                                                | 1890                                        |                                             | 3.640                                       | 3.640                                       |
| 1900                                                | 1900                                        |                                             | 3.836                                       | 3.836                                       |
| 1910                                                | 1910                                        |                                             | 4.814                                       | 4.814                                       |
| 1923                                                | 1923                                        |                                             | 4.424                                       | 4.424                                       |
| 1934                                                | 1934                                        |                                             | 4.904                                       | 4.904                                       |
| 1939                                                | 1939                                        |                                             | 5.024                                       | 5.024                                       |
| 1951                                                | 1951                                        |                                             | 5.001                                       | 5.001                                       |
| 1961                                                | 1961                                        |                                             | 5.290                                       | 5.290                                       |
| 1971                                                | 1971                                        |                                             | 5.419                                       | 5.419                                       |
| 1981                                                | 1981                                        |                                             | 5.409                                       | 5.409                                       |
| 1991                                                | 1991                                        |                                             | 5.558                                       | 5.558                                       |
| 2001                                                | 2001                                        |                                             | 5.536                                       | 5.536                                       |
| 2011                                                | 2011                                        |                                             | 5.196                                       | 5.196                                       |
| 2021                                                | 2021                                        |                                             | 4.953                                       | 4.953                                       |
| 2024                                                | 2024                                        |                                             | 4.975                                       | 4.975                                       |
| Quelle(n): Statistik Austria, Gebietsstand 1.1.2021 |                                             |                                             |                                             |                                             |

### Trinkwasserverfärbung
Durch Verschmutzung einer Quelle trat im April/Mai 2022 bräunlich gefärbten Wasser in der öffentlichen Versorgung, der Trinkwasserleitung des Ortes auf.

## Kultur und Sehenswürdigkeiten

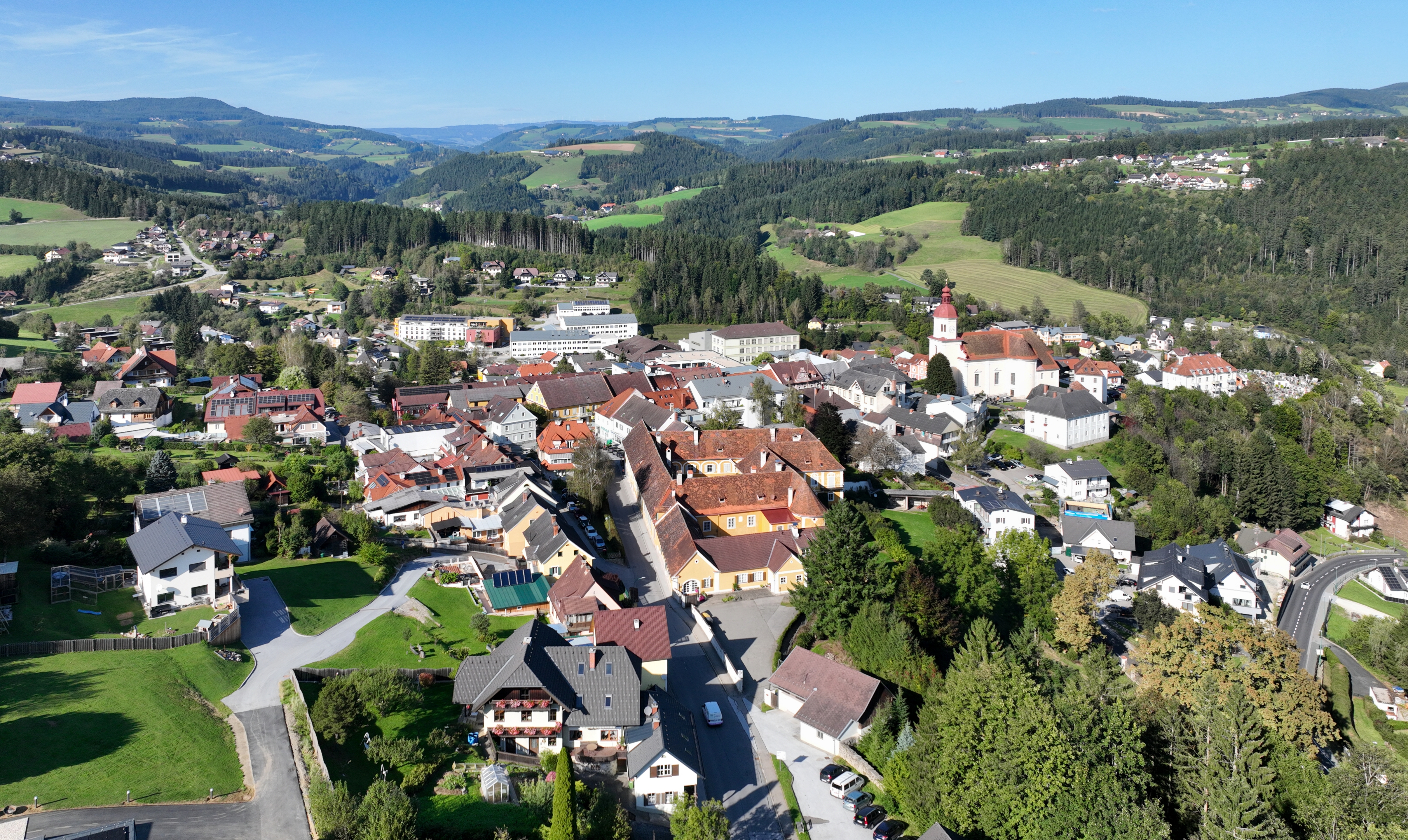
Ortsansicht von Birkfeld mit dem Schlosskomplex im Zentrum des Bildes

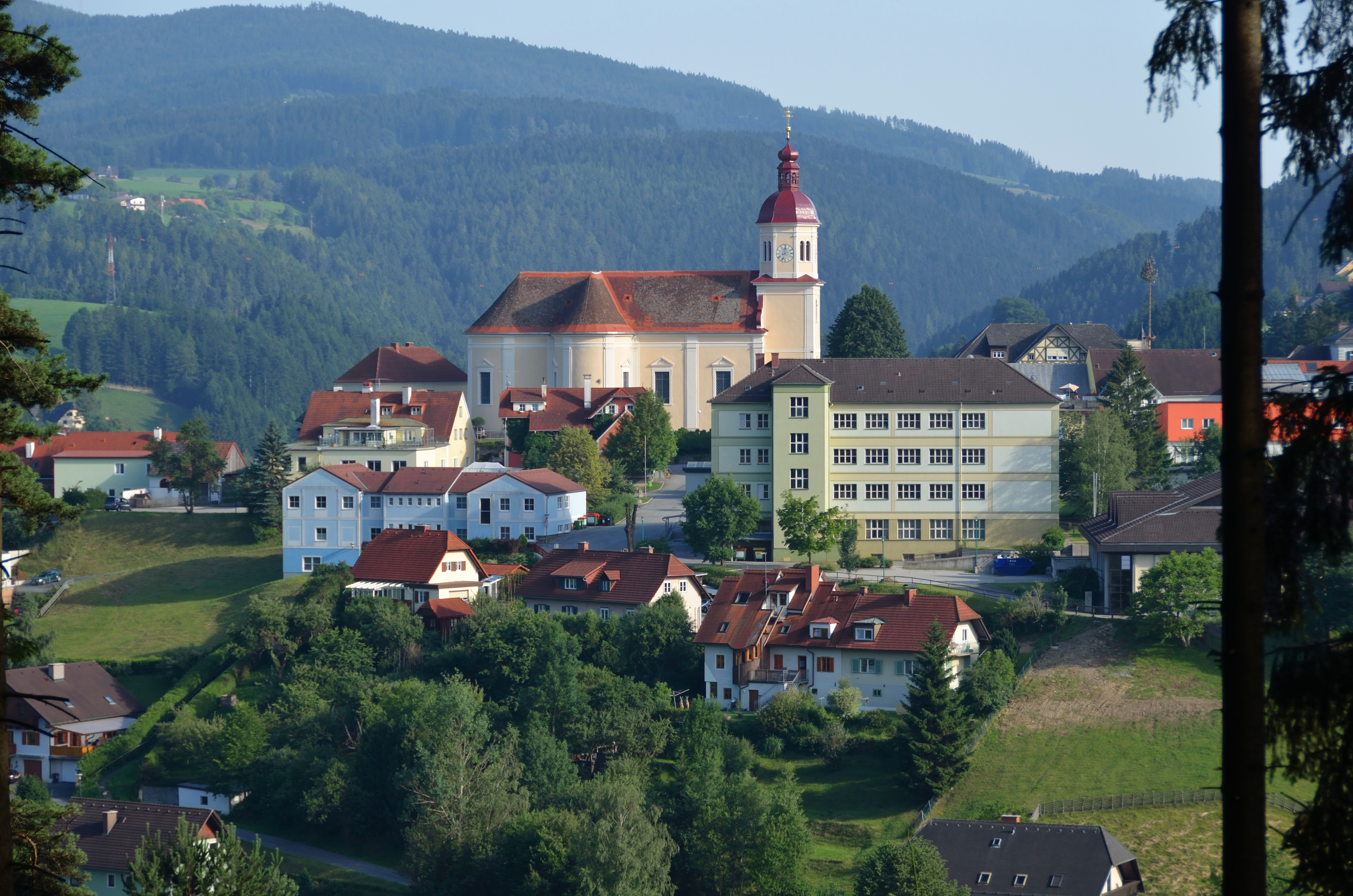
Pfarrkirche Birkfeld

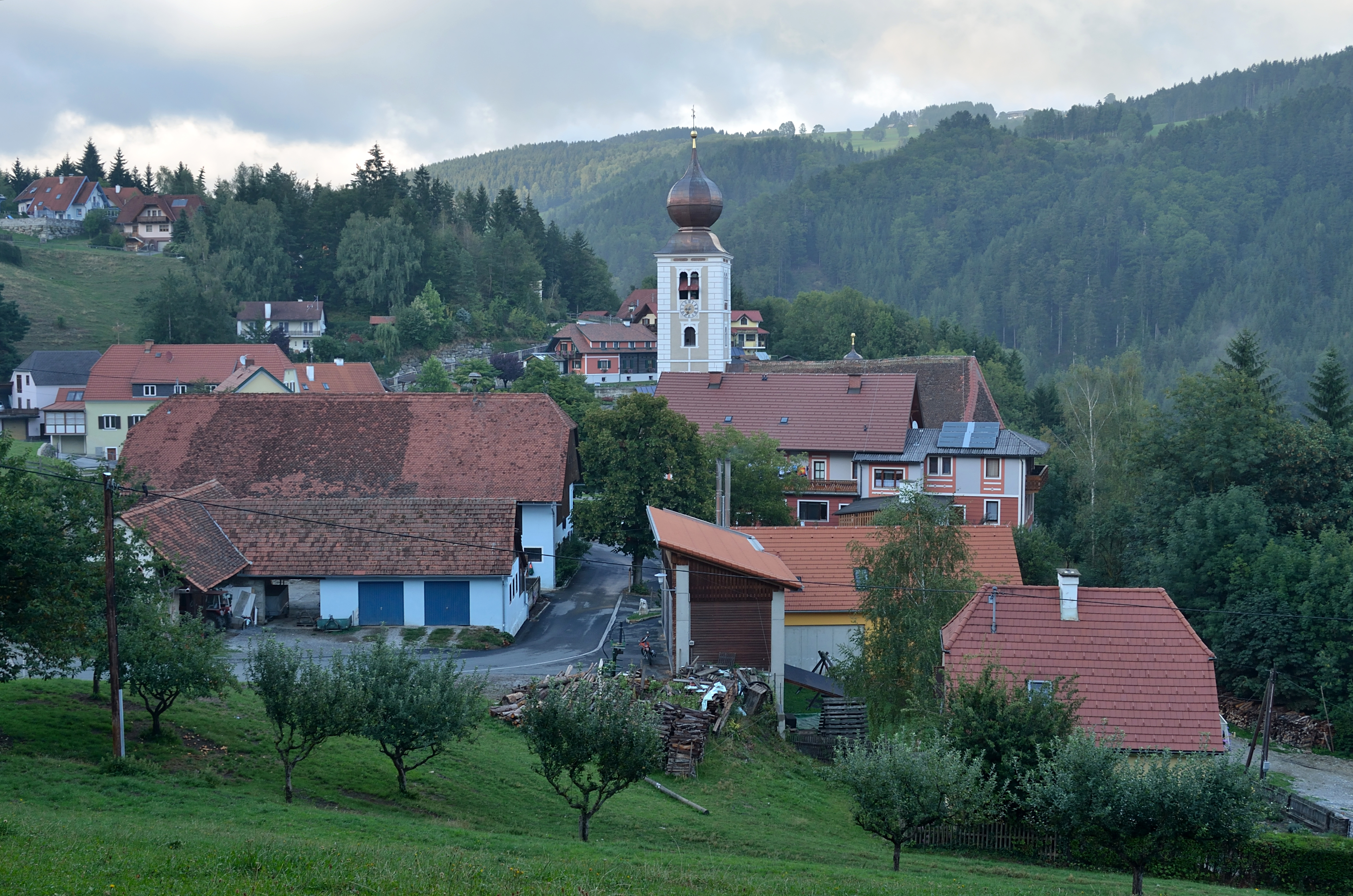
Pfarrkirche Koglhof

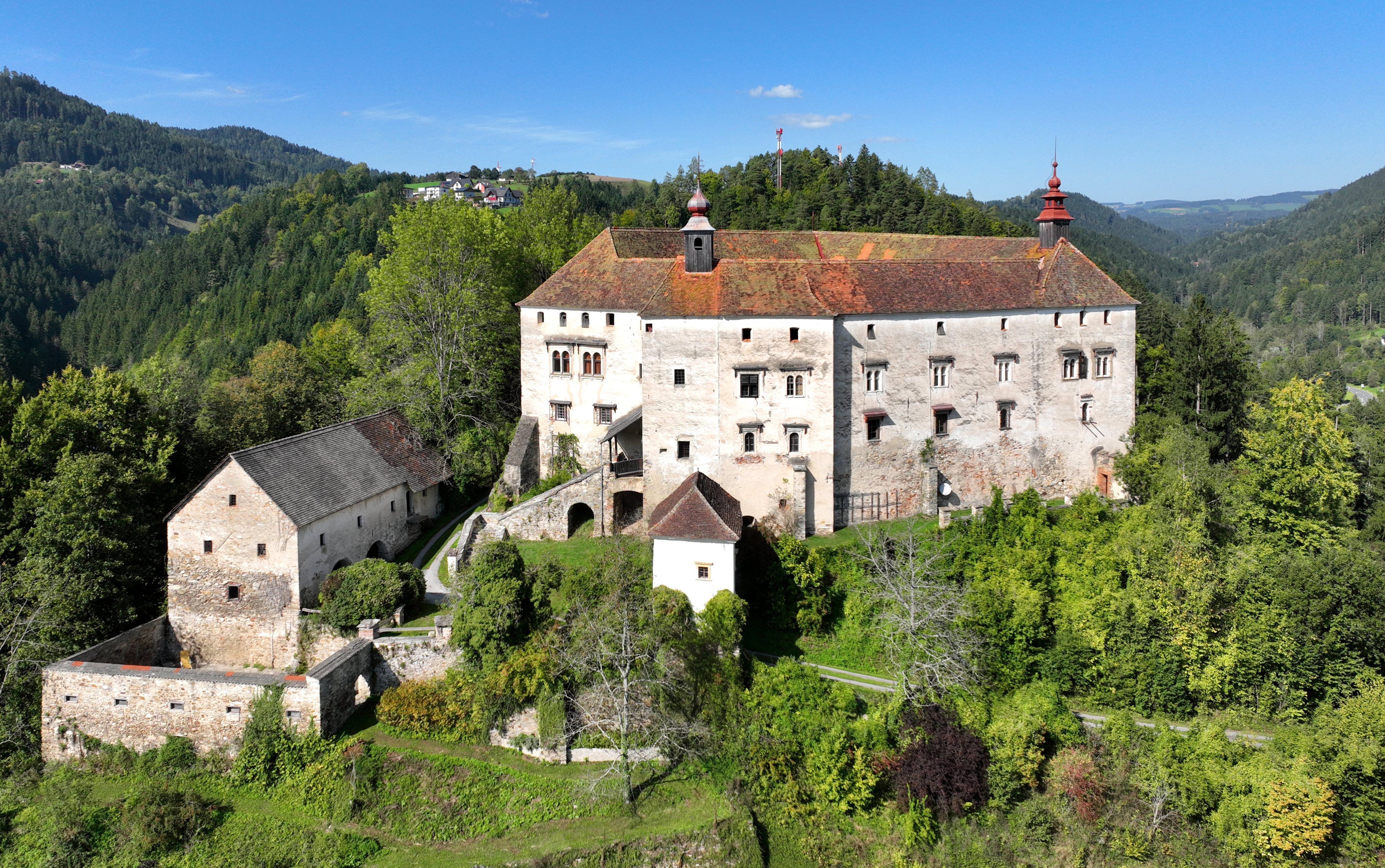
Schloss Frondsberg

- Katholische Pfarrkirche Birkfeld hll. Petrus und Paulus
- Katholische Pfarrkirche Koglhof Mariä Heimsuchung
- Schloss Frondsberg

Veranstaltungen
- In Birkfeld findet jedes Jahr in der ersten Oktoberwoche die Intermusica, ein internationaler Blasmusikwettbewerb für Solisten und deren Orchester, statt.

## Wirtschaft und Infrastruktur

### Verkehr
- Durch Birkfeld führt die Weizer Bundesstraße 72.
- Der Bahnhof Birkfeld ist heute Endstelle der Feistritztalbahn, welche bis 1981 bis nach Ratten führte (auf der ehemaligen Bahntrasse Birkfeld – Ratten ist heute der Feistritztal-Radweg R8 entlang der Feistritz angelegt). Öffentlicher Verkehr findet auf der Feistritztalbahn jedoch nicht mehr statt.

### Ansässige Unternehmen
1972 wurde Gedore Austria (weltweit einer der größten Hersteller von Handwerkzeuge) mit Fertigung in Birkfeld gegründet.

### Bildung
- BORG Birkfeld, Pädagogischer Panther 2010.[7] Das BORG Birkfeld bietet insgesamt drei verschiedene Zweige an. Neben Musik und Bildnerischer Erziehung ist die Schule für ihren Informatikzweig bekannt.

### Tourismus
Die Gemeinde bildet gemeinsam mit Fischbach, Miesenbach, Ratten, Rettenegg, Strallegg, St. Kathrein am Hauenstein, St. Jakob im Walde, Waldbach-Mönichwald, Wenigzell und Vorau den Tourismusverband Joglland-Waldheimat. Dessen Sitz ist in St. Jakob im Walde.

## Politik

### Gemeinderat
Der Gemeinderat hat 21 Mitglieder.
- Mit den Gemeinderatswahlen in der Steiermark 2000 hatte der Gemeinderat folgende Verteilung: 8 ÖVP, 5 SPÖ, 1 Grüne und 1 FPÖ. (15 Mitglieder)
- Mit den Gemeinderatswahlen in der Steiermark 2005 hatte der Gemeinderat folgende Verteilung: 9 ÖVP, 4 SPÖ, 1 Grüne und 1 FPÖ.[9] (15 Mitglieder)
- Mit den Gemeinderatswahlen in der Steiermark 2010 hatte der Gemeinderat folgende Verteilung: 9 ÖVP, 5 SPÖ und 1 FPÖ.[10] (15 Mitglieder)
- Mit den Gemeinderatswahlen in der Steiermark 2015 hatte der Gemeinderat folgende Verteilung: 15 ÖVP, 7 FPÖ und 3 SPÖ.[11] (25 Mitglieder)
- Mit den Gemeinderatswahlen in der Steiermark 2020 hat der Gemeinderat folgende Verteilung: 15 ÖVP, 4 FPÖ und 2 SPÖ.[12]

### Bürgermeister
- 1975–1988 Hans Patz
- 1988–2000 Kurt Mayr
- 2000–2018 Franz Derler (ÖVP)
- seit 2018 Oliver Felber (ÖVP)

### Wappen
Blasonierung:
„In silbernem Schild eine naturfarbene entwurzelte Birke.“
Die Verleihung des Gemeindewappens erfolgte mit Wirkung vom 1. Oktober 2009. Wegen der Gemeindezusammenlegung verlor das Wappen mit 1. Jänner 2015 seine offizielle Gültigkeit. Die Wiederverleihung erfolgte mit Wirkung vom 1. September 2015.

## Persönlichkeiten

### Ehrenbürger
- 1977: Hannes Bammer (1922–2017), Landesrat
- 1983: Josef Krainer (1930–2016), Landeshauptmann
- 1989: Hans Patz (1927–2019), Bürgermeister von Birkfeld 1975–1987[14][15]
- 1991: Gherardo Tacoli

### Söhne und Töchter der Gemeinde
- Carl Schmutz (1787–1873), Offizier, Landwirt und Heimatkundler
- Karl Fischl (1871–1937), Architekt
- Irmgard Perfahl (* 1921), österreichische Schriftstellerin und Bibliothekarin
- Manfred Fischer (* 1995), Fußballspieler

### Mit der Gemeinde verbundene Persönlichkeiten
- Die Edlseer, österreichische Volksmusikgruppe
- Robert Almer (* 1984), Fußballtorhüter, startete seine Karriere in Birkfeld
- Moritz Blagatinschegg von Kaiserfeld (1811–1885), Politiker
- Regina Sackl (* 1959), Skirennläuferin
- Oswald Wiener (1935–2021), österreichisch-kanadischer Schriftsteller, Kybernetiker und Sprachtheoretiker, lebte zeitweilig in Birkfeld.